# Desiree Spinelli
Pour les articles homonymes, voir Spinelli.
Pas d'image ? Cliquez ici

a Compétitions nationales et continentales officielles uniquement.

b Matchs officiels uniquement.
Desiree Spinelli, née le 28 avril 2005 à Florence (Italie), est une joueuse internationale italienne de rugby à XV. Elle joue au poste de talonneur sous les couleurs du Benetton Trévise.

## Biographie
Née le 28 avril 2005, Desiree Spinelli joue sa première saison senior avec les Puma Bisenzio, en deuxième division. Début 2024, elle est sélectionnée avec les Zebre pour la double confrontation contre les équipes espagnoles des Iberians. Elle est également sélectionnée avec l'équipe nationale des moins de 20 ans et dispute la Summer Series organisée à Parme,.
La saison suivante, elle rejoint le Benetton Trévise, qui évolue en première division. Début 2025, elle est sélectionnée avec la franchise fédérale du Benetton, contre les équipes espagnoles des Iberians. Au mois de mars, elle est convoquée avec l'équipe nationale qui prépare le Tournoi des Six Nations. Elle obtient sa première sélection lors de la troisième journée contre l'Écosse, à Édimbourg (victoire 25-17).